# Thomas Armstrong Morris
Pour les articles homonymes, voir Morris.
Thomas Armstrong Morris (26 décembre 1811-1er avril 1904) est un cadre américain des chemins de fer et ingénieur civil de l'Indiana et un soldat, servant en tant que brigadier général dans l'armée de l'Union pendant la guerre de Sécession. Il joue un rôle important dans l'éviction de l'armée confédérée de la Virginie-Occidentale au début de la guerre, un mouvement qui promeut le sentiment pro-unioniste et contribue à la création de l'État séparé de Virginie-Occidentale. Morris participe aussi à la planification et la construction du capitole de l'État de l'Indiana après guerre.

## Avant la guerre
Thomas Morris naît dans le comté de Nicholas, Kentucky. Il est un des trois fils de Rachel et Morris Morris, un pionnier d'Indianapolis qui a quitté le Kentucky pour le centre de l'Indiana et devient plus tard un contrôler de État de l'Indiana.
Le jeune Morris est scolarisé dans les écoles locales et est apprenti à l'âge de 12 ans dans une salle d'impression du premier journal d'Indianapolis. Trois ans plus tard, il reprend ses études. En juin 1830, il accepte une nomination à l'académie militaire à West Point, New York. Il est breveté second lieutenant le 1er juillet 1834. Il sort quatrième de sa promotion en 1834 et devient officier dans le 1st U.S. Artillery stationné à fort Monroe en Virginie et puis à fort King en Floride. Il sert dans plusieurs activités d'ingénieur, y compris en Indiana où il aide à étendre la route nationale en Illinois. Il est promu second lieutenant le 25 février 1835. Il démissionne le 13 avril 1836 de l'armée pour accepter un poste d'ingénieur résident de l'État et supervise la construction du canal central, la voie ferrée Madison et Indianapolis (en), et la voie ferrée de Terre Haute et Richmond. Il est plus tard président de la Bee Line et ensuite de l'Indianapolis and Cincinnati Railroad. Morris devient aussi colonel dans la milice de l'État de l'Indiana.

## Guerre de Sécession
Au début de la guerre de Sécession, le gouverneur de l'Indiana Oliver Morton nomme Morris comme quartier-maître général des troupes de l'État. Le 27 avril 1861, il est nommé brigadier général de la milice de l'État de l'Indiana. Rapidement, Morris prend le commandement d'une brigade des troupes nouvellement levées de l'État de l'Indiana et les conduit en Virginie occidentale. Ses troupes deviennent connues comme l'« Indiana Brigade » et sont rattachées au département de l'Ohio sous le commandement de son pair des chemins de fer George B. McClellan. Morris commande l'ensemble du dispositif de l'Union à la bataille de Philippi qui est considérée comme l'un des premiers (sinon le premier) engagements terrestres organisés de la guerre de Sécession. Il combat lors de plusieurs autres batailles en Virginie occidentale dont les batailles de Rich Mountain et Corrick's Ford. Vers midi le 13 juillet 1861, Morris attaque l'arrière garde des forces confédérées qui retraitent à Corrick's Ford sur la rivière Cheat. Les hommes de Morris poursuivent les rebelles sur plusieurs kilomètres lors d'une escarmouche avant de finalement les mettre en déroute après la mort du général confédéré Robert S. Garnett. La victoire aide à sécuriser la Virginie occidentale pour le compte de l'Union. Il quitte le service des volontaires deux semaines après la bataille.

## Après la guerre
Morris décline une nomination de brigadier général, des volontaires des États-Unis en septembre 1862 et de major général des volontaires de États-Unis en octobre 1862. Il retourne plutôt dans l'industrie ferroviaire, devenant président de la compagnie ferroviaire d'Indianapolis et Saint-Louis en 1868. En 1877, il est délégué à la supervision de la construction du capitole de l'État de l'Indiana, qui est construit en 1880. Il supervise aussi la construction de l'Union Railway and Union Depot à Indianapolis, et est président de la compagnie des eaux d'Indianapolis en 1888 jusqu'à sa mort.
Morris meurt à Indianapolis, en Indiana à l'âge de 92 ans et y est enterré.